# أموغاسيدهي

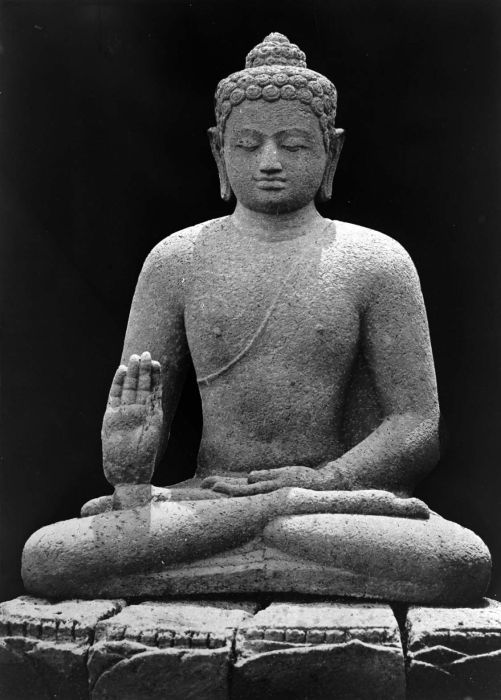

أموغاسيدهي هو أحد الحكماء الخمسة في البوذية. هو مرتبط بطريق تدمير سم الحسد داخل الإنسان. زوجته هي الإلهة تارا.